# Zebramungó
A zebramungó vagy sávos manguszta (Mungos mungo) az emlősök (Mammalia) osztályának ragadozók (Carnivora) rendjébe, ezen belül a mongúzfélék (Herpestidae) családjába tartozó faj.

## Előfordulása
A zebramungó a Szaharától délre sokfelé előfordul, kivéve az esőerdők vidékét, a száraz éghajlatú délnyugati részt és a legdélibb területeket. Előfordulási területén elég gyakori faj.

## Alfajai
- Mungos mungo adailensis
- Mungos mungo bororensis
- Mungos mungo caurinus
- Mungos mungo colonus
- Mungos mungo grisonax
- Mungos mungo mandjarum
- Mungos mungo marcrurus
- Mungos mungo mungo
- Mungos mungo ngamiensis
- Mungos mungo pallidipes
- Mungos mungo rossi
- Mungos mungo senescens
- Mungos mungo somalicus
- Mungos mungo talboti
- Mungos mungo zebra
- Mungos mungo zebroides

## Megjelenése
Az állat fej-törzs-hossza 30-40 centiméter, farokhossza 20-25 centiméter, marmagassága 18-20 centiméter és testtömege 1-1,5 kilogramm. Jellegzetesen mongúz alakú, de valamivel tömzsibb, rövidebb farkú és rövidebb pofájú, mint a rokonai. Szőrzete barnásszürke, durva és nincs alatta aljszőrzet. Hátán 10-12 sötét keresztsáv látható, melyek a vállövtől a faroktőig húzódnak. A nedves területeken élő populációk bundája sötétebb színű. Farkát sűrű szőrzet fedi, a hegye felé elkeskenyedik. A talpa csupasz. Valamennyi mancsán öt, hasonló méretű ujj található. Karmai a mellső végtagján kétszer olyan hosszúak, mint a hátsón.

## Életmódja
A zebramungó nappali állat, és legfeljebb 30 állatot számláló csapatban él. A csapaton belül, az állatok között szoros a kötelék. Tápláléka gerinctelenek, hüllők, kétéltűek, madarak, tojások és kisebb emlősök. Ha nagyobb állatot akarnak fogni vagy kígyóval állnak szembe, több zebramungó összefog. Táplálkozás közben csipogó hangokkal tartják a kapcsolatot. Az állat a szabad természetben 8, fogságban 11 évig is élhet.

## Szaporodása
A nőstény 9-10, a hím 12-14 hónapos korban éri el az ivarérettséget. A párzási időszak meleg, párás éghajlatú területeken egész évben, szárazabb vidékeken az esős évszakban. Ahol egész évben szaporodó képes, négy alom is születhet évente. A vemhesség 60 napig tart, ennek végén akár nyolcat is fialhat a nőstény, de rendszerint csak 2-3 kölyök születik. Születésükkor 20 grammos testtömegűek, és tíznapos korukban nyílik ki a szemük. Háromhetesen jönnek először ki az üregből.

## Rokon fajok
A zebramungó legközelebbi rokona és a Mungos emlősnem másik faja a gambiai mungó (Mungos gambianus).

## Egyéb
Mivel csoportosan élő, nappal aktív és elég attraktív faj állatkertekben elég gyakran tartják. Magyarországon a szurikáta mellett ez a másik mongúzfaj, mellyel lehet állatkertben találkozni. Hazánkban a Nyíregyházi Állatparkban és a Debreceni Állatkertben gondozzák egy-egy kisebb csapatát.
A Viasat Nature csatorna dokumentumfilmben mutatta be a zebramungók életét. A felvételeket az ugandai Erzsébet királynő nemzeti parkban (Queen Elizabeth National Park) készítették, a „Szurikáták udvarháza” című filmhez hasonló módszerekkel. Az ismeretterjesztő film címe: „Csíkos testvérek - a mongúznépség” (Banded Brothers: The Mongoose Mob).

## Képek

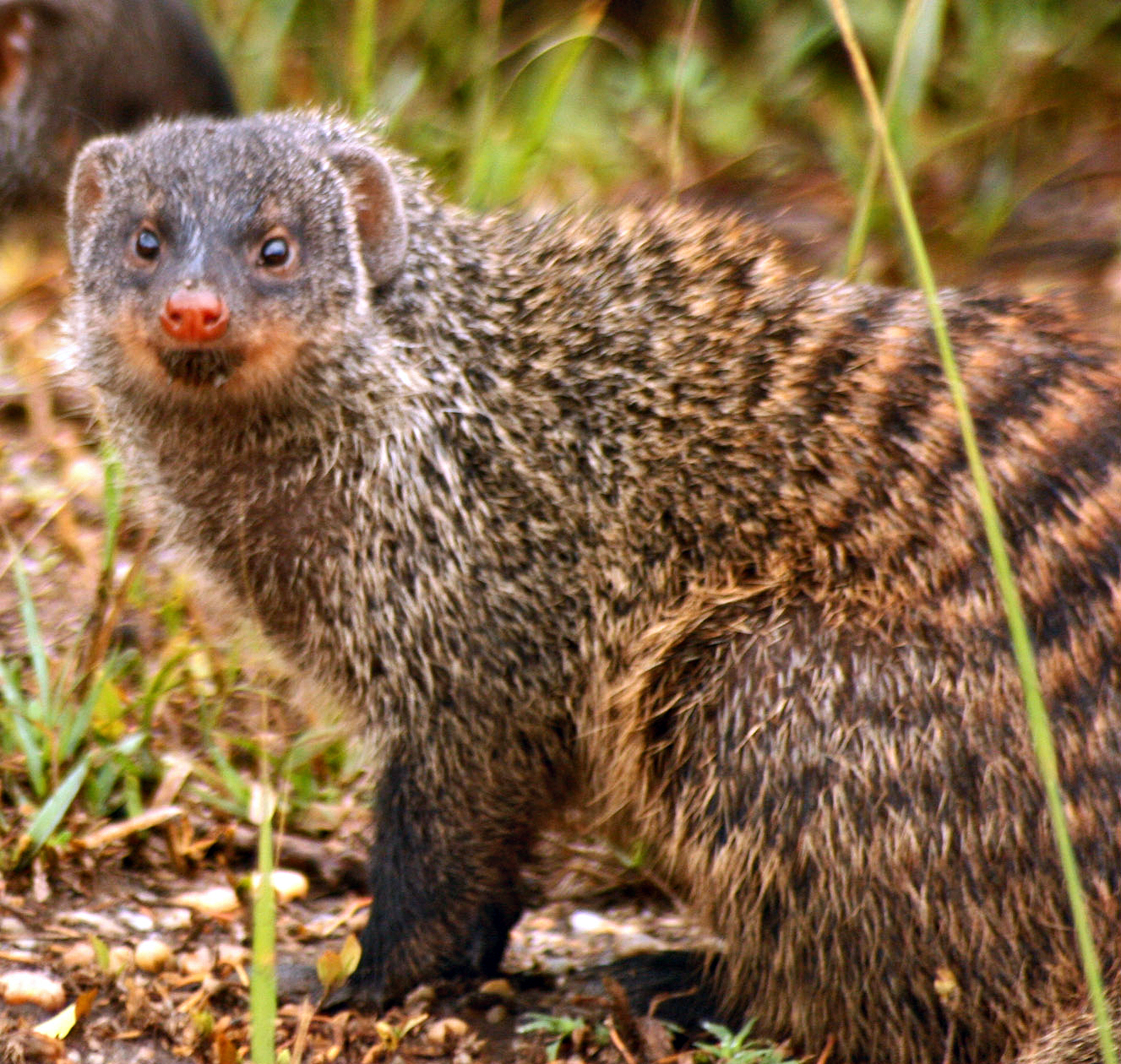
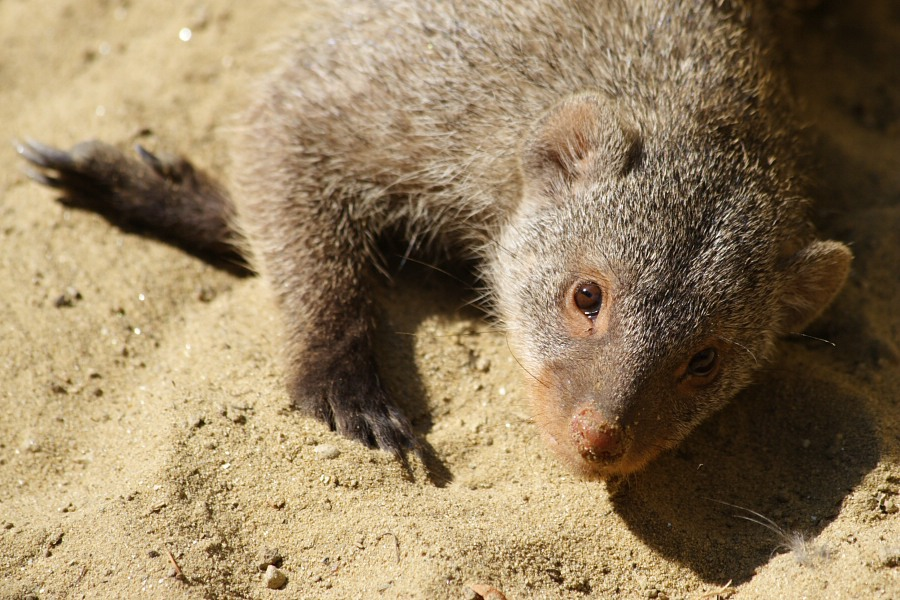
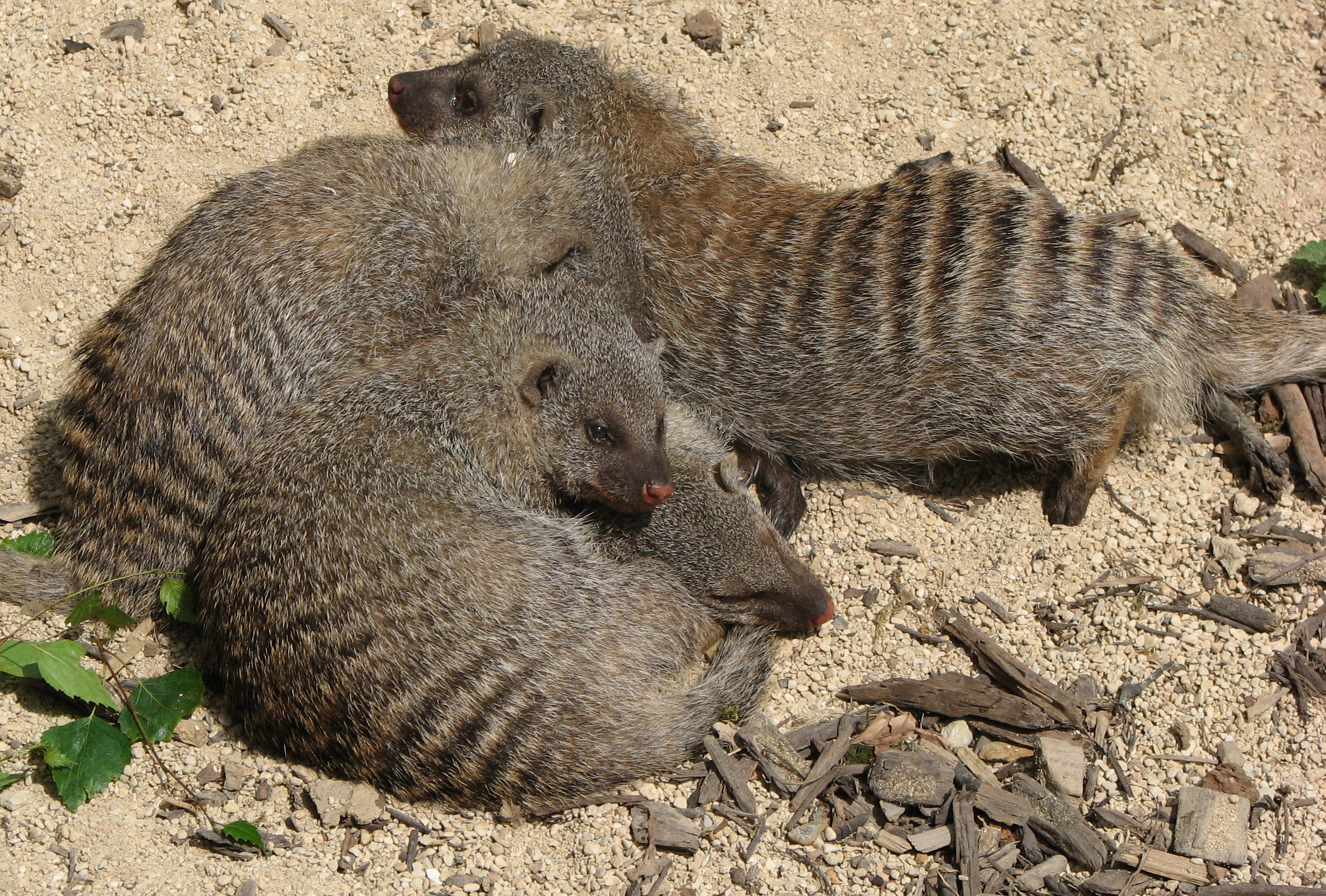